# Sinfonia n. 11 (Haydn)
La Sinfonia n. 11 in Mi bemolle maggiore, Hoboken I/11, di Joseph Haydn fu composta tra il 1760 ed il 1762.
È stata composta per un'orchestra di 2 oboi, un fagotto, 2 corni, archi e basso continuo.  La sinfonia è una sonata da chiesa in quattro movimenti:
1. Adagio cantabile, 2/4
2. Allegro
3. Minuetto con Trio, il Trio in Si bemolle maggiore, entrambi in 3/4
4. Presto, 2/4

È possibile che questo lavoro sia direttamente collegato alla Sinfonia n. 5, in quanto entrambe le sinfonie sono in forma di sonata da chiesa, con l'uso di finali inusuali (per quel periodo) in 3/8.
Nel Trio del minuetto, una delle parti è un'ottava sotto le altre, creando un effetto sincopato.